# Barbara H. Rosenwein
Barbara Herstein Rosenwein (* 1. März 1945 in Chicago, USA) ist eine US-amerikanische Mittelalter- und Emotionshistorikerin sowie emeritierte Professorin der Loyola University Chicago.

## Leben
Rosenwein studierte bis 1968 an der University of Chicago, wo sie 1974 ebenfalls promovierte.
Bereits ab 1971 lehrte sie als Instructor bis 1974 an der Loyola University Chicago. Anschließend wirkte sie bis 1980 als Assistant Professor und danach bis 1988 als Associate Professor. Im Jahr 1988 wurde sie in eine ordentliche Professur berufen. Seit ihrer Emeritierung wirkt sie dort weiterhin als Professor emerita (2015).
Darüber hinaus nahm sie Gastprofessuren an der École des Hautes Etudes en Sciences Sociales, der École Normale Supérieure in Paris, den Universitäten von Utrecht, Göteborg und Reykjavik, der Technischen Universität Dresden sowie der University of Oxford wahr.
Rosenwein forschte und publizierte anfangs vor allem im Bereich der Mediävistik, später kam die Emotionsgeschichte hinzu, mit der sie sich zunehmend auch außerhalb dieses zeitlichen Rahmens bewegte. Zu ihrem Werk gehören verschiedene Lehrbücher, welche teils mehrfach aufgelegt wurden. Ihre Veröffentlichungen wurden unter anderem ins Italienische, Portugiesische, Polnische, Türkische, Serbische und Japanische übersetzt.

## Auszeichnungen und Ehrungen (Auswahl)
- 1992 Guggenheim Fellowship
- 2001–2002 scholar in residence der American Academy in Rome
- 2002 Fellow der Medieval Academy of America; 2020–2023 President of the Fellows
- mehrfach Fellowships der National Endowment for the Humanities

## Veröffentlichungen (Auswahl)
Monographien
- Rhinoceros Bound. Cluny in the Tenth Century. University of Pennsylvania Press, Philadelphia, Pa. 1982, ISBN 0812278305.
- A short history of the Middle Ages. Broadview Press, Peterborough, Ontario 2002, ISBN 9781551112909.; neueste Auflage: Short History of the Middle Ages. 6. Auflage. University of Toronto Press 2023, ISBN 9781487540999.
- Emotional Communities in the Early Middle Ages. Cornell University Press, Ithaca 2006, ISBN 9780801444784.
- Generations of feeling. A history of emotions, 600-1700. Cambridge University Press, Cambridge, United Kingdom, N.Y. 2016, ISBN 1-316-43518-0.
- mit Riccardo Cristiani: What is the history of emotions?. Polity, Cambridge, Medford 2017, ISBN 978-1509508495.
- mit Elina Gertsman: The Middle Ages in 50 objects. Cambridge University Press, Cambridge 2018, ISBN 9781316577189.
- Anger. The conflicted history of an emotion. Yale University Press, New Haven, Conn. 2020, ISBN 9780300221428.
- Love. A history in five fantasies. Polity Press, Cambridge, UK, Medford, MA 2021, ISBN 9781509531837.

Herausgeberschaften
- mit Lester K. Little (Hrsg.): Debating the Middle Ages. Issues and readings. Blackwell Publishers, Malden, Mass. 1998, ISBN 978-1577180074.
- Anger's past. The social uses of an emotion in the Middle Ages. Cornell University Press, Ithaca, N.Y. 1998, ISBN 978-0801483431.
- mit Sharon ed Farmer (Hrsg.): Monks and nuns, saints and outcasts. Religion in medieval society : essays in honor of Lester K. Little Cornell University Press, Ithaca, NY, London 2000, ISBN 978-0801486562.